# Louise Archambault
Louise Archambault és una guionista i directora de cinema quebequesa, coneguda pel seu curt Família, amb què va guanyar un Claude Jutra el 2005.
y recibió dos galardones en los Canadian Screen Awards; Mejor Película y Mejor actriz para Gabrielle Marion-Rivard.
Al llarg de la seva carrera professional ha dirigit curts com Atomic Sake, Lock, Petite Mort i Kluane. La seva pel·lícula Gabrielle del 2013 fou presentada al Festival Internacional de Cinema de Toronto, i va rebre dos premis als Canadian Screen Awards per a millor pel·lícula i millor actriu.

## Filmografia
- 2005 : Família
- 2013 : Gabrielle
- 2017 : Hope